# Metaphycus zebratus
Metaphycus zebratus är en stekelart som först beskrevs av Mercet 1917.  Metaphycus zebratus ingår i släktet Metaphycus och familjen sköldlussteklar. Inga underarter finns listade i Catalogue of Life.